# Bitche avant 1870
 (novembre 2024).
Cet article est une version détaillée de la section Avant 1870 de l'article Histoire de Bitche.

## Antiquité
Pour un article plus général, voir Histoire de Bitche.
À l'époque gallo-romaine, le pays de Bitche dépend de la cité des Médiomatriques en Gaule belgique, entre les Germains, les Triboques d'Alsace et les Leuques. De nombreuses villas gallo-romaines voient le jour en pays découvert, à l'ouest du Bitscherland, tandis que les rochers de Lemberg et de Roppeviller, à l'est du pays, attestent d'une culture celtique vigoureuse.

## Moyen Âge
Après la construction du château, qui prend au fil des siècles de l'importance du fait d'être retenu comme résidence des comtes de Deux-Ponts-Bitche, trois agglomérations d'inégale importance se forment à ses pieds. La première, appelée Vorgeburg et formée d'une maison-forte avec quelques dépendances, se trouve dans la partie sud-ouest du glacis. La deuxième, un petit hameau du nom de Rohr appelé plus tard le faubourg, se situe à l'emplacement de l'actuelle rue Saint-Sébastien ; regroupant essentiellement des manœuvres; elle n'arrivera pas à se développer.
Il en est tout autrement de la troisième agglomération qui s'appelle Kaltenhausen. Implantée en contrebas du château, sur la rive droite de la Horn et de l'important étang du Stadtweiher, elle s'étend de l'actuelle porte de Strasbourg jusqu'au début de l'actuelle rue du Maréchal-Foch. Entourée très tôt d'une muraille, percée de deux portes, elle attire de nombreux commerçants et artisans qui apprécient cette sécurité recherchée durant les périodes troubles du Moyen Âge. Mais cette protection présente l'inconvénient d'empêcher toute extension du bourg et oblige ses habitants à utiliser le moindre mètre carré. Le tracé des ruelles, l'étroitesse de certaines maisons trahissent les difficultés que rencontrent les petites cités fortifiées.
Certes, Kaltenhausen ne peut échapper à la sauvagerie des Suédois, qui, dépités de n'avoir pu s'emparer du château, le réduisent en cendres lors de la guerre de Trente Ans. Rohr doit d'ailleurs subir le même sort. La reconstruction, qui durera des décennies, est constamment interrompue par les incessants conflits franco-lorrains qui ravagent la région.

## Les travaux de Vauban
Tous ces malheurs prennent fin avec la réunion de la ville à la France en 1680. Vauban, chargé de la construction de nouveau château de Bitche, fait entourer Kaltenhausen et Rohr d'une enceinte bastionnée qu'il adosse à la forteresse créant ainsi une véritable place forte qui prend le nom de Bitche. Kaltenhausen et Rohr disparaissent de l'appellation officielle; quant à l'agglomération de Vorgeburg, elle tombe sous le pic des démolisseurs. Le nouveau complexe ainsi constitué présente l'avantage d'offrir un espace permettant à la ville de se développer.
De nombreux immigrés de langue française, profitant des facilités accordées par Louis XIV aux nouveaux venus (exemption d'impôts pendant dix ans, fourniture gratuite du bois de charpente), viennent se fixer à Bitche.

## Démolitions des fortifications de Vauban
Ce flux d'immigration est stoppé par le traité de Ryswick (1697) qui oblige la France à rétrocéder la Lorraine à son propriétaire légitime, Léopold Ier de Lorraine. Mais des Tyroliens, des Suisses, des Wurtembergeois, des Luxembourgeois prennent la relève. Les vides entre les constructions se comblent de sorte que la rue principale d'un seul tenant traverse la ville d'ouest en est, en forme de demi-lune de l'actuelle porte de Strasbourg jusqu'à l'actuelle rue du Bastion.

## Bitche sous le règne deStanislas Leszczinski
Lorsque les Français reviennent à Bitche en 1738 pour refortifier la cité, une nouvelle étape est franchie. La ville s'étend de plus en plus vers le nord-est et voit s'édifier en son sein des maisons bourgeoises et des hôtels, signe d'une prospérité certaine, ainsi que des bâtiments militaires, comme l'hôpital (l'actuel bâtiment Rocca) et des casernes (qui seront détruites après 1945). Louis de Cormontaigne y rebâtit des défenses militaires . C'est à cette époque que les Augustins ouvrent à Bitche le premier collège d'enseignement secondaire d'où sortiront par la suite une forte proportion des notables de la Lorraine germanophone.

## Bitche avant la Révolution française
La construction de l'église paroissiale Sainte-Catherine (1774-1775) est pour Bitche un événement marquant. La nouvelle église, très spacieuse, qui remplace une petite chapelle datant de 1683 et qui était devenue trop exiguë, est déclarée mère-église, au détriment de celle de Schorbach dont Kaltenhausen et Rohr furent durant des siècles une simple annexe.
Un immeuble datant de la même époque est l'actuel hôtel de Ville. Cette construction imposante, dégagée des maisons qui l'entouraient jadis, plusieurs fois restaurée, constitue une vitrine avantageuse pour la cité.

## Bitche pendant la Révolution française
Elle fut chef-lieu de district de 1790 à 1795. En septembre 1792 Oudinot se distingue en défendant le château des attaques prussiennes. Il y prend 700 prisonniers et reçoit la première blessure de sa carrière.

## Bitche auXIXesiècle
Au milieu du siècle suivant, Bitche étant classée place forte de première classe en 1850, voit sa défense renforcée. On l'entoure d'une nouvelle enceinte et on construit sur la colline de la Roche-Percée un fortin, le Fort Saint-Sébastien, complété par un camp retranché (terrain de football actuel).

## Bitche et sa bataille du rail
Afin de désenclaver la place et permettre l'acheminement rapide de troupes, la construction de la voie ferrée Sarreguemines-Haguenau est entreprise (1868-1869). Tous ces travaux attirent une forte main d'œuvre à Bitche, dont le commerce local tire un large bénéfice. Des immeubles bourgeois bordant la rue de Sarreguemines sont les témoins de cette prospérité.

## Sources
- Le Pays de Bitche, Didier Hemmert 1990.
- Bitche et son pays, André Schutz 1992.
- Les grelots du vent, images et mirages du Pays de Bitche, abbé Bernard Robin 1984.
- Un sablier de brumes, abbé Bernard Robin, 1989.
- Manteaux de grès et dentelles de sapin, abbé Bernard Robin 1992.
- Bitche et son canton, des origines à 1945, Francis Rittgen 1988.